# Щефан Байнлих
Щефан Байнлих (на немски: Stefan Beinlich) е германски футболист, полузащитник. Роден е на 13 януари 1972 г. в Източен Берлин. Започва професионалната си кариера през 1990 г. в германския „Бергман-Борсиг“. През 1991 г. преминава в английския „Астън Вила“. От 1994 г. до 1997 г. играе в „Ханза Росток“. От 1997 г. до 2000 г. играе в „Байер Леверкузен“. От 2000 г. до 2003 г. играе в „Херта Берлин“. От 2003 г. до 2006 г. играе в Хамбургер ШФ. От 2006 г. е играч отново на „Ханза Росток“. В националния отбор на Германия е изиграл 5 мача (без отбелязан гол) през периода 1998 г. до 2000 г.